# Farquhar-Hill M1917
El Farquhar-Hill o Farquhar-Hill M1917 fue un fusil automático de origen inglés y segunda versión, fabricado por coronel Moubray G. Farquhar y el armero Arthur H. Hill en 1917.

## Historia
Tras su primer fracaso del fusil automático Farquhar-Hill M1908, el coronel Moubray G. Farquhar y el armero Arthur H. Hill diseñaron su segundo prototipo en 1917. Esta versión también fue puesta a prueba y rechazado, ya que era propensa al ensuciamiento y a toda una variedad de complejas averías. Siendo reemplazada por la última versión, el fusil automático Farquhar-Hill M1924, en 1924.

## Diseño
La principal diferencia era su cargador inusual, en forma de cono truncado y movido por un muelle espiral.